# Gatschrypsch
Gatschrypsch (abchasisch Гьечрыԥшь/G’etschryṗsch’, russisch Гячрыпш/Gjatschrypsch, georgisch ლესელიძე/Leselidze) ist eine städtische Siedlung in Abchasien, einem Teilgebiet der Kaukasusrepublik Georgien. Gatschrypsch liegt am Schwarzen Meer, 14 Kilometer von Gagra entfernt.
In der Zeit der Sowjetunion, 1944, erhielt der Ort den Namen Lesselidse – nach einem General des Deutsch-Sowjetischen Krieges (Konstantin Lesselidse, 1903–1944). 1992 erhielt der Ort den alten Namen zurück, den er bis zum 19. Jahrhundert trug, als er im Russischen Kaiserreich schon einmal in Jermolowka (russisch: Ермоловка) umbenannt wurde.
Nach dem Zweiten Weltkrieg wurde Lesselidse zu einem Kurort entwickelt und erhielt u. a. ein Kindersanatorium und ein Sportzentrum.
1992 war Gatschrypsch in das Massaker von Gagra einbezogen, bei denen hunderte georgische Einwohner von abchasischen Milizen ermordet und verstümmelt wurden.